# Anding, Peking
Anding (kinesiska: 安定, 安定镇) är en köping i Kina. Den ligger i Daxing i storstadsområdet Peking, i den norra delen av landet, omkring 35 kilometer söder om stadskärnan. Antalet invånare är 29 963. Befolkningen består av 14 529 kvinnor och 15 434 män. Barn under 15 år utgör 10,0 %, vuxna 15-64 år 79 %, och äldre över 65 år 9,0 %.